# Discografia di Brandy
Questa è la discografia complessiva della cantante R&B statunitense Brandy Norwood (conosciuta semplicemente come Brandy). La discografia comprende sette album in studio, un EP, 30 singoli, due DVD,23 video musicali,1 album video,1 video concerto e 21 colonne sonore, pubblicati tramite le case discografiche Atlantic Records e Epic Records sino al 2009, con la RCA Records dal 2010 al 2016 e sotto l'etichetta di proprietà della cantautrice Brand Nu Inc dal 2017.

## Album

### Album in studio
| Anno | Album                                                                                                 | Classifiche | Classifiche    | Classifiche | Classifiche | Classifiche | Classifiche | Classifiche | Classifiche | Classifiche | Classifiche | Classifiche | Vendite             | Certificazioni                                                                 |
| Anno | Album                                                                                                 | US          | US R&B/Hip-Hop | UK          | CAN         | AUS         | NZ          | GER         | SWI         | FRA         | SWE         | JP          | Vendite             | Certificazioni                                                                 |
| ---- | --- | ----------- | -------------- | ----------- | ----------- | ----------- | ----------- | ----------- | ----------- | ----------- | ----------- | ----------- | ------------------- | ------------------------------------------------------------------------------ |
| 1994 | Brandy - Pubblicato: 24 settembre 1994 - Etichetta: Atlantic - Formato: CD, musicassetta, LP          | 20          | 6              | -           | -           | 26          | -           | 86          | -           | -           | -           | -           | - Mondo: 6.000.000  | - US: 4x Platino - UK: Argento - CAN: Oro                                      |
| 1998 | Never Say Never - Pubblicato: 9 giugno 1998 - Etichetta: Atlantic - Formato: CD, cassette, LP         | 2           | 2              | 19          | 3           | 13          | 21          | 10          | 11          | 12          | 15          | 14          | - Mondo: 17.000.000 | - US: 5x Platino - AUS: Platino - UK: Platino - CAN: 4x Platino - JPN: Platino |
| 2002 | Full Moon - Pubblicato: 2 marzo 2002 - Etichetta: Atlantic - Formato: CD, download digitale           | 2           | 1              | 9           | 8           | 13          | 14          | 8           | 7           | 12          | 20          | 15          | - Mondo: 4.000.000+ | - US: Platino - UK: Oro - CAN: Oro - JPN: Oro                                  |
| 2004 | Afrodisiac - Pubblicato: 29 giugno 2004 - Etichetta: Atlantic - Formato: CD, download digitale        | 3           | 4              | 32          | 34          | 53          | -           | 44          | 27          | 57          | 45          | 10          | - Mondo: 1.000.000  | - US: Oro - UK: Argento - JPN: Oro                                             |
| 2008 | Human - Pubblicato: 11 novembre 2008 - Etichetta: Epic Records - Formato: CD, download digitale       | 15          | 5              | -           | -           | -           | -           | -           | -           | 181         | -           | -           | - Mondo: 214.000    |                                                                                |
| 2012 | Two Eleven - Pubblicato: 12 ottobre 2012 - Etichetta: Chameleon, RCA - Formato: CD, download digitale | 3           | 1              | 87          | -           | -           | -           | -           | -           | 173         | -           | 103         | - US: 186.000       |                                                                                |
| 2020 | B7 - Pubblicato: luglio 2020 - Etichetta: Brand Nu Inc - Formato: CD, download digitale, streaming    | 12          | 9              | -           | -           | -           | -           | -           | 67          | -           | -           | -           |                     |                                                                                |

### Compilation
| Anno | Titolo                                                                                                | Posizioni nelle classifiche | Posizioni nelle classifiche | Posizioni nelle classifiche | Posizioni nelle classifiche | Posizioni nelle classifiche | Posizioni nelle classifiche | Posizioni nelle classifiche | Posizioni nelle classifiche | Posizioni nelle classifiche |
| Anno | Titolo                                                                                                | US                          | UK                          | AUS                         | NET                         | GER                         | AUT                         | SWI                         | FRA                         | JP                          |
| ---- | --- | --------------------------- | --------------------------- | --------------------------- | --------------------------- | --------------------------- | --------------------------- | --------------------------- | --------------------------- | --------------------------- |
| 2005 | The Best of Brandy - Pubblicato: 5 aprile 2005 - Etichetta: Atlantic - Formati: CD, download digitale | 27                          | 24                          | 25                          | -                           | -                           | -                           | -                           | -                           | 54                          |

### EP
| Anno | Album                                                                            | Classifiche | Classifiche | Classifiche | Classifiche | Classifiche | Classifiche | Classifiche | Classifiche | Classifiche |
| Anno | Album                                                                            | US          | UK          | AUS         | NET         | GER         | AUT         | SWI         | FRA         | JP          |
| ---- | -------------------------------------------------------------------------------- | ----------- | ----------- | ----------- | ----------- | ----------- | ----------- | ----------- | ----------- | ----------- |
| 1999 | U Don't Know Me - Pubblicato: settembre 2009 - Etichetta: Atlantic - Formato: EP | -           | -           | -           | -           | -           | -           | -           | -           | -           |

## Singoli
| Anno | Titolo                                | Classifiche | Classifiche | Classifiche | Classifiche | Classifiche | Classifiche | Classifiche | Classifiche | Classifiche | Classifiche | Classifiche | Classifiche | Classifiche | Album           |
| Anno | Titolo                                | US          | US R&B      | CAN         | UK          | IRE         | AUS         | NZ          | GER         | SUI         | NET         | FRA         | SWE         | EU          | Album           |
| ---- | ------------------------------------- | ----------- | ----------- | ----------- | ----------- | ----------- | ----------- | ----------- | ----------- | ----------- | ----------- | ----------- | ----------- | ----------- | --------------- |
| 1994 | I Wanna Be Down 1                     | 6           | 1           | —           | 36          | —           | 12          | 11          | —           | —           | —           | —           | —           | —           | Brandy          |
| 1995 | Baby 1                                | 4           | 1           | —           | —           | —           | 16          | 4           | —           | —           | —           | —           | —           | —           | Brandy          |
| 1995 | Best Friend 1                         | 34          | 7           | —           | —           | —           | —           | 11          | —           | —           | —           | —           | —           | —           | Brandy          |
| 1995 | Brokenhearted (ft. Boyz II Men) 1     | 9           | 2           | —           | —           | —           | —           | 6           | —           | —           | —           | —           | —           | —           | Brandy          |
| 1998 | The Boy Is Mine (ft. Monica)          | 1           | 1           | 1           | 2           | 2           | 3           | 1           | 5           | 3           | 1           | 2           | 3           | 1           | Never Say Never |
| 1998 | Top of the World (ft. Ma$e)           | 4           | 19          | 21          | 2           | 18          | 39          | 11          | 42          | 42          | 52          | 39          | 52          | 10          | Never Say Never |
| 1998 | Have You Ever?                        | 1           | 2           | 20          | 13          | 25          | 8           | 1           | 58          | —           | 23          | 85          | 57          | 59          | Never Say Never |
| 1998 | Angel in Disguise 2                   | 72          | 17          | —           | —           | —           | —           | —           | —           | —           | —           | —           | —           | —           | Never Say Never |
| 1999 | Almost Doesn't Count                  | 16          | 16          | —           | 15          | —           | —           | 13          | 88          | —           | —           | —           | —           | 61          | Never Say Never |
| 1999 | U Don't Know Me (like U Used To) 3    | 79          | 25          | 50          | 19          | —           | —           | 28          | —           | —           | —           | —           | —           | —           | Never Say Never |
| 2001 | Another Day in Paradise (ft. Ray J) 4 | —           | —           | —           | 5           | 4           | 11          | 29          | 2           | 3           | 6           | 11          | 4           | 2           | Full Moon       |
| 2002 | What About Us?                        | 7           | 3           | 16          | 4           | 17          | 6           | 8           | 13          | 8           | 11          | 24          | 16          | 4           | Full Moon       |
| 2002 | Full Moon"                            | 18          | 16          | 74          | 15          | —           | 43          | —           | 54          | 72          | 51          | 27          | 53          | 20          | Full Moon       |
| 2002 | He Is 2                               | —           | 72          | —           | —           | —           | —           | —           | —           | —           | —           | —           | —           | —           | Full Moon       |
| 2004 | Talk About Our Love (ft. Kanye West)  | 36          | 16          | —           | 6           | 27          | 28          | —           | 89          | 42          | 25          | —           | —           | 18          | Afrodisiac      |
| 2004 | Who Is She 2 U 5                      | 85          | 43          | —           | 50          | —           | 99          | —           | —           | —           | —           | —           | —           | —           | Afrodisiac      |
| 2004 | Afrodisiac 4                          | —           | —           | —           | 11          | 22          | 31          | —           | —           | 36          | —           | 25          | —           | 23          | Afrodisiac      |
| 2008 | Right Here (Departed) 6               | 34          | 22          | 39          | —           | —           | —           | —           | 39          | 54          | —           | 7           | 23          | —           | Human           |
| 2008 | Long Distance 6                       | 124         | 42          | —           | —           | —           | —           | —           | —           | —           | —           | —           | —           | —           | Human           |
| 2012 | Put It Down (ft. Chris Brown)         | 65          | 3           | —           | —           | —           | —           | —           | —           | —           | —           | —           | —           | —           | Two Eleven      |
| 2012 | Wildest Dreams                        | —           | 68          | —           | —           | —           | —           | —           | —           | —           | —           | —           | —           | —           | Two Eleven      |
| 2020 | Baby Mama (ft. Chance the Rapper)     | —           | —           | —           | —           | —           | —           | —           | —           | —           | —           | —           | —           | —           | B7              |
| 2020 | Borderline                            | —           | —           | —           | —           | —           | —           | —           | —           | —           | —           | —           | —           | —           | B7              |
| 2021 | Dynamite (con Gallant)                | —           | —           | —           | —           | —           | —           | —           | —           | —           | —           | —           | —           | —           |                 |

1Pubblicato solo in USA e in Oceania
2Pubblicato come singolo promozionale solo in USA
3Pubblicato insieme a (Everything I Do) I Do It for You in Nuova Zelanda e con Never Say Never in Germania
4Pubblicato solo in Europa
5Pubblicato solo in USA, Oceania e Regno Unito
6Pubblicato solo digitalmente

### Come artista ospite
| Anno | Canzone                                                                            | Album                                 |
| ---- | ---------------------------------------------------------------------------------- | ------------------------------------- |
| 1995 | "Jook Joint Intro" (Quincy Jones con Brandy e altri)                               | Q's Jook Joint                        |
| 1995 | "Rock with You" (Quincy Jones con Brandy e Heavy D)                                | Q's Jook Joint                        |
| 1995 | "Stuff like That" (Quincy Jones con Brandy e altri)                                | Q's Jook Joint                        |
| 1995 | "Brokenhearted (Soulpower Remix)" (Wanya Morris dei Boyz II Men con Brandy)        | The Remix Collection                  |
| 1997 | "Thank You" (Ray-J featuring Brandy)                                               | Everything You Want                   |
| 1997 | "24 Hours to Live" (Ma$e featuring Brandy)                                         | Harlem World                          |
| 1998 | "The Boy Is Mine" (Monica duetto con Brandy)                                       | The Boy Is Mine                       |
| 1999 | "Have You Ever?"/"Almost Doesn't Count"                                            | VH1 Divas Live 1999                   |
| 1999 | "(Everything I Do) I Do It for You" (con Faith Hill)                               | VH1 Divas Live 1999                   |
| 1999 | "I'm Every Woman" (con Whitney Houston, Chaka Khan e altri)                        | VH1 Divas Live 1999                   |
| 1999 | "Love Is All That Matters" (Diana Ross featuring Brandy)                           | Every Day Is a New Day                |
| 2001 | "Love Shared" (Willie Norwood featuring Brandy)                                    | Bout It                               |
| 2001 | "Brokenhearted (Soulpower Remix)" (Wanya Morris dei Boyz II Men con Brandy)        | Legacy: The Greatest Hits Collection  |
| 2001 | "Another Day in Paradise" (Ray J con Brandy)                                       | Urban Renewal                         |
| 2001 | "Top of the World (Darkchild Remix), Part II" (Big Pun featuring Brandy e Fat Joe) | Endangered Species                    |
| 2001 | "I Know Now"                                                                       | Bad Boy Presents: Thank You           |
| 2002 | "Formal Invite (Remix)" (Ray-J featuring Brandy e Shorty Mack)                     | Formal Invite                         |
| 2003 | "N 2 Da Music" (Timbaland e Magoo featuring Brandy)                                | Under Construction, Part II           |
| 2004 | "Wake Up Everybody" (Artisti vari)                                                 | Wake Up Everybody                     |
| 2005 | "Beginning Together"                                                               | Sesame Beginnings: Beginning Together |
| 2005 | "Bring Me Down" (Kanye West featuring Brandy)                                      | Late Registration                     |
| 2005 | "War Is Over" (Ray J featuring Brandy)                                             | Raydiation                            |
| 2006 | "Thought You Said" (Diddy featuring Brandy)                                        | Press Play                            |
| 2007 | "Something about You" (Carl Thomas featuring Brandy)                               | So Much Better                        |
| 2007 | "Please Come to Boston" (Babyface featuring Brandy)                                | Playlist                              |
| 2008 | "Quickly" (John Legend featuring Brandy)                                           | Evolver                               |
| 2009 | "Bridge to Love" (Ginuwine featuring Brandy)                                       | A Man's Thoughts                      |
| 2009 | "Meet in tha Middle" (Timbaland featuring Brandy)                                  | Timbaland Presents Shock Value 2      |
| 2009 | "Symphony" (Timbaland featuring Attitude e Brandy)                                 | Timbaland Presents Shock Value 2      |
| 2009 | "Special" (Snoop Dogg featuring Pharrell Williams e Brandy)                        | Malice n Wonderland                   |
| 2010 | "First Lady" (Rhona Bennett featuring Brandy)                                      | The Anticipation of R&B               |
| 2013 | "Conquer the World" (Jessie J featuring Brandy)                                    | Alive                                 |
| 2013 | "What Are We Doing" (Robert Glasper featuring Brandy)                              | Black Radio 2                         |
| 2014 | "God on My Mind " (The Walls Group featuring Brandy)                               | Fast Forward                          |
| 2014 | "Do Better" (Chris Brown featuring Brandy)                                         | X                                     |
| 2014 | "Number 1" (Mystery Skulls e Nile Rodgers featuring Brandy)                        | Forever                               |
| 2014 | "Magic" (Mystery Skulls e Nile Rodgers featuring Brandy)                           | Forever                               |
| 2015 | "The Rest of Our Lives" (Tyrese Gibsonfeaturing Brandy)                            | Black Rose                            |
| 2015 | "Silent Night" (India.Arie featuring Joe Sample e Brandy)                          | Christmas with Friends                |
| 2015 | "LA" (Ty Dolla Sign featuring Kendrick Lamar e Brandy)                             | Free TC                               |
| 2017 | "Deliver Me" (Sir the Baptist featuring Brandy)                                    | Saint or Sinner                       |
| 2017 | "Ascension" (Jhené Aiko featuring Brandy)                                          | Trip                                  |
| 2018 | "Lullaby" (Todrick Hall featuring Brandy)                                          | Forbidden                             |
| 2019 | "Jet Black" (Anderson Paak featuring Brandy)                                       | Ventura                               |
| 2019 | "Love Again" (Daniel Caesar featuring Brandy)                                      | Case Study 01 e B7                    |
| 2019 | "Even More" (MAJOR featuring Brandy)                                               | N/A                                   |

### Colonne sonore
| Anno | Canzone                                                     | Film                                  |
| ---- | ----------------------------------------------------------- | ------------------------------------- |
| 1995 | "Sittin' Up in My Room"                                     | Waiting to Exhale                     |
| 1995 | "Where Are You Now?"                                        | Batman Forever                        |
| 1995 | "Moesha Theme Song"                                         | Moesha                                |
| 1996 | "Missing You" (con Tamia, Gladys Knight e Chaka Khan)       | Set It Off-farsi notare               |
| 1996 | "Baby"                                                      | All That                              |
| 1997 | "Impossible" (duetto con Whitney Houston)                   | Cinderella                            |
| 1997 | "It's Possible" (duetto con Whitney Houston)                | Cinderella                            |
| 1997 | "The Sweetest Sounds" (con Paolo Montalban)                 | Cinderella                            |
| 1997 | "A Lovely Night" (featuring Bernadette Peters e Veanne Cox) | Cinderella                            |
| 1997 | "In My Own Little Corner"                                   | Cinderella                            |
| 1997 | "Ten Minutes Ago" (con Paolo Montalban)                     | Cinderella                            |
| 1997 | "Do I Love You Because You're Beautiful"                    | Cinderella                            |
| 1998 | "I Wanna Be Down"                                           | The Players Club                      |
| 1999 | "Almost Doesn't Count"                                      | Double Platinum                       |
| 1999 | "Happy"                                                     | Double Platinum                       |
| 1999 | "Have You Ever"                                             | Double Platinum                       |
| 1999 | "Love Is All That Matters" (duetto con Diana Ross)          | Double Platinum                       |
| 2001 | "Open"                                                      | Osmosis Jones                         |
| 2003 | "Dance with Us" (con Diddy e Bow Wow)                       | The Wild Thornberrys Movie            |
| 2006 | "Beginning Together"                                        | Sesame Beginnings: Beginning Together |
| 2008 | "Dig This"                                                  | Meet the Browns                       |

## Video Musicali

### 1990
| Anno | Video musicale          | Regia           | Note |
| ---- | ----------------------- | --------------- | --- |
| 1994 | "I Wanna Be Down"       | Keith Ward      | Il video ritrae Brandy in versione "maschiaccio" che danza di fronte a una jeep nei pressi di un bosco, affiancata da diversi ballerini.                                                                                                   |
| 1994 | "I Wanna Be Down"       | Hype Williams   | Brandy canta con MC Lyte, Queen Latifah, e Yo-Yo su sfondi bianchi e neri. Con questo video Brandy ha ricevuto la nomination per il Miglior video Rap agli MTV Video Music Awards del 1995.                                                |
| 1995 | "Baby"                  | Hype Williams   | Questo video ritrae Brandy che balla in Times Square a New York con addosso un completo da sci. |
| 1995 | "Best Friend"           | Matthew Rolston | Un video in parte in bianco e nero, in parte a colori con Brandy che esibisce le sue doti di ballerina hip hop di fronte ad un garage. |
| 1995 | "Brokenhearted"         | Hype Williams   | In questo video Brandy sogna di duettare con Wanya Morris in diverse parti di una vuota dimora. |
| 1995 | "Sittin' up in My Room" | Hype Williams   | Nella prima parte del video Brandy è nella sua camera e sta pensando intensamente ad un ragazzo, mentre al piano sottostante c'è una festa in corso.                                                                                       |
| 1996 | "Missing You"           | F. Gary Gray    | Il video ritrae Brandy, Tamia, Chaka Khan e Gladys Knight che cantano in differenti paesaggi. Il video include scene tratte dal film del 1996 Set It Off-Farsi notare.                                                                     |
| 1998 | "The Boy Is Mine"       | Joseph Kahn     | In questo video Brandy e Monica litigano per lo stesso ragazzo, interpretato da Mekhi Phifer. Alla fine del video smaschereranno insieme il fidanzato fedifrago. Il video riceverà due nomination per gli MTV Video Music Awards del 1998. |
| 1998 | "Top of the World"      | Paul Hunter     | Un video realizzato con effetti digitali che ritrae Brandy che fluttua tra i grattacieli diNew York. |
| 1998 | "Have You Ever?"        | Kevin Bray      | Brandy nella casa vuota del suo fidanzato, attende il suo ritorno, mentre guarda video che li ritrae insieme. |
| 1999 | "Almost Doesn't Count"  | Kevin Bray      | Brandy è ospite di nozze e cantante,ma verrà bloccatta da un guasto in mezzo al deserto del Mojave prima della cerimonia. |
| 1999 | "U Don't Know Me"       | Martin Weisz    | |

### 2000
| Anno | Video musicale            | Regista                 | Note |
| ---- | ------------------------- | ----------------------- | --- |
| 2001 | "Another Day in Paradise" | Nick Quested, Gil Green | |
| 2002 | "What About Us?"          | Dave Meyers             | Il video è stato interamente girato davanti ad uno schermo verde e ritrae Brandy in un ambiente digitalizzato e futuristico. |
| 2002 | "Full Moon"               | Chris Robinson          | Mentre ammira le stelle attraverso un telescopio sul suo balcone a Los Angeles,Brandy incrocia lo sguardo di un ragazzo dai capelli lunghi, che è ad un party in una casa vicina e sogna di poterlo incontrare. Brandy era al sesto mese di gravidanza durante le riprese. |
| 2004 | "Talk About Our Love"     | Dave Meyers             | Il video ritrae la coppia Brandy e Kanye West alle prese con amici e vicini rumorosi, che continuano ad entrare ed uscire dalla loro casa, per aver notizie della loro relazion. |
| 2004 | "Who Is She 2 U"          | Jake Nava               | Brandy è un narratore onnisciente, che dà la pausa al personaggio principale maschile con il suo sguardo malvagio, per fargli sapere che lei sta osservando ogni sua mossa in tutta Los Angeles. Lo segue da un autobus, per un cantiere edile,da un barbiere a una fermata del bus, per tutto il tempo lo scova con varie donne, alle volte prima che lo scopra la sua fidanzata. |
| 2004 | "Afrodisiac"              | Matthew Rolston         | Un semplice video ballato, ambientato in un mondo inondato d'acqua, dove l'afrodisiaco è visualizzato tramite varie forme di liquido. |
| 2004 | "Wake Up Everybody"       | Mark Young              | Video con Brandy, Mary J. Blige, Missy Elliott, Eve, Ashanti, Wyclef Jean, Monica, Fabolous, Akon, Jamie Foxx, Babyface, e molti altri |
| 2008 | "Right Here (Departed)"   | Little X                | Brandy è un angelo che torna nella vita della sua famiglia e dei suoi amici per confortarli con il suo canto. Il video trae ispirazione dal film Io sono Leggenda del 2007. |
| 2008 | "Long Distance"           | Chris Robinson          | Un video in bianco e nero che ritrae Brandy nelle varie circostanze di una storia d'amore a distanza. Alla fine del video diventa a colori,non appena inizia a piovere. |
| 2010 | "We Are The World 25"     | Paul Haggis             | Video con Brandy, Mary J. Blige, Wyclef Jean, Akon, Jennifer Hudson, Janet Jackson, Enrique Iglesias e molti altri. |

## Album video

### Compilation di video musicali
| Anno | Dettagli video                                                         | Note |
| ---- | ---------------------------------------------------------------------- | --- |
| 1999 | The Videos - Data di pubblicazione: 15 giugno 1999 - Formati: DVD, VHS | Include tutti i video di Brandy dal 1994 al 1999, ad esclusione di "Missing You" ed il remix di "I Wanna Be Down". |

### Video concerti
| Anno | Dettagli video                                                              | Note |
| ---- | --------------------------------------------------------------------------- | --- |
| 2000 | VH1 Divas Live 99 - Data di pubblicazione: 4 aprile 2000 - Formati: CD, DVD | Contiene il concerto Divas Live del 1999, a cui han partecipato Tina Turner, Whitney Houston, Cher e Brandy. Registrato live al Beacon Theatre di New York il 13 aprile 1999, il DVD venne certificato come oro dalla RIAA nel 2001. |